# Eudule rufithorax
Eudule rufithorax là một loài bướm đêm trong họ Geometridae.